# Felix Frang
Felix Ferdinand Pahlama (né Felix Ferdinand Frang le 28 octobre 1862 à Ikaalinen – mort le 20 avril 1932 à Vantaa) est un artiste peintre finlandais.
Son fils Leo Pahlama est aussi artiste peintre.

## Biographie
De 1878 à 1885, Felix Frang étudie à l' École de dessin de l'association des arts d'Helsinki. De 1885 à 1888, il étudie à Düsseldorf et à Paris.

## Œuvres
- Le Christ sur la croix, Église de Längelmäki , 1895
- Jésus sur la croix, Église de Viljakkala, 1896
- La Transfiguration du Christ, Église de Jämijärvi, 1897
- La crucifixion du Christ, Église de Suoniemi, 1903
- Le Christ sur le mont de la Transfiguration, Église de Kiukainen, 1904
- Jésus réveille les disciples endormis, Église de Reposaari, 1906
- Le Christ sur la croix, Église de Pirkkala, 1907
- Le Christ sur le mont de la Transfiguration, Église de Loppi, 1901
- Le Christ sur la croix, Église de Mouhijärvi, 1918
- La Transfiguration du Christ, Église de Kankaanpää, 1922
- La Résurrection, Chapelle funéraire de Vähänkyrö, 1923
- Retable de l'Église de Savitaipale,

## Galerie

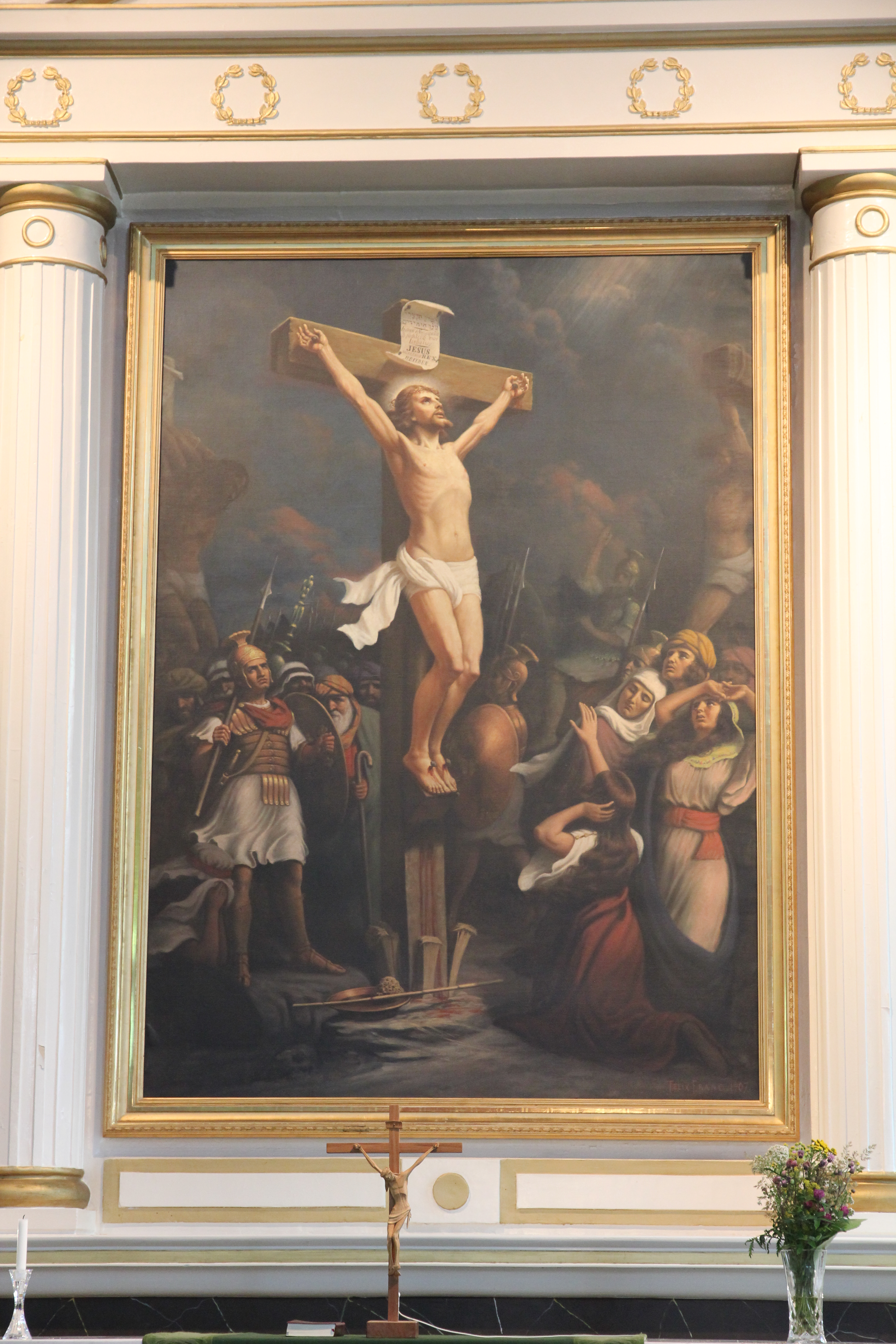
Autel de l'Église de Pirkkala